# Долина динозавров (сериал)
Долина динозавров (англ. Dinosapien) — британско-канадский телевизионный сериал производства студий BBC Worldwide, Cambium Catalyst International и SEVEN24 Films.

## Сюжет
Сериал фокусируется на том, что бы произошло, если динозавры продолжали существовать и развиваться в более разумных существ (Лорен упоминает в начальных титрах "Люди считают, что динозавры исчезли, но что, если они ошибаются?").
Всё начинается с того, что из одной пещеры, ведущей в мир динозавров, вылезают три динозавра (двое из которых преследуют третьего). В ходе их драки образуется завал в пещере.
Поблизости находится детский тематический лагерь, где доктор Хиллари Слейтон живёт с дочерью-подростком Лорен. Муж доктора Слейтон, Алан, таинственно исчез год назад во время экспедиции в долине Бедландс, и Лорен не пришла к соглашению насчет его исчезновения. Когда девочка прогуливалась по «Призрачному городу», то услышала странные звуки. Испугавшись, она быстрей убежала, оставив свой медальон, который напоминал ей о пропавшем отце. Через некоторое время потерянный амулет возвращает динозавр, который сразу же представился перед ней именем «Ино». На протяжении сериала Лорен быстро сдруживается с Ино. Также Лорен узнает, что её отец создал теорию о мыслящих динозаврах, которые таинственным образом выжили и затем эволюционировали, став более развитыми. Когда Ино начал потихоньку разговаривать, он произносит имя отца Лорен. Ей тут же пришла мысль, что отец может быть жив.
К финалу доктор Эйкенс нанял браконьеров, которые ранее сталкивались с Ино. Эйкенс решил взорвать портал, ведущий в мир динозавров, заявляя, что динозавры опасны для людей. План Эйкенса не удался. Ино воссоединяется со своими родителями и отдает Лорен камень с письмом. Из письма Лорен узнает, что её отец жив, но останется в мире динозавров.

## Персонажи

### Люди
- Лорен Слейтон (Бритни Уилсон; англ. Lauren Slayton) — главная героиня, работает вожатой в лагере.
- Кит (англ. Kit) — друг Лорен, и один из тех, кто знает об Ино. Племянник индейца Десять Медведей.
- Кортни (англ. Courtney) — подруга Лорен, которая знает об Ино.
- Крис (англ. Chris) — один из вожатых в лагере. Начиная с 12 серии узнает об Ино и о живых Динозаврах.
- Хилари Слейтон (англ. Dr. Hilary Slayton) — мать Лорен и жена Алана. Является руководителем лагеря.
- Клайв Эйкенс (англ. Dr. Clive Aikens) — вторичный антагонист сериала. Раньше он участвовал в экспедиции Алана Слейтона, связанной с динозаврами. Для конспирации устроился работать в детский лагерь. Хотел взорвать портал, ведущий в мир динозавров.
- Дэнни (англ. Danny) и Нельсон (англ. Nelson) — двое детей, которые летом проводят время в детском лагере. В каждой серии они становились свидетелями доказательств существования динозавров. В 14 серии они узнали, что динозавры существуют.
- Десять медведей (англ. Ten Bears) — индеец. Дядя Кита. Принимал участие в экспедиции Алана Слейтона и Клайва Эйкенса. Первоначально требовал Лорен и Киту держаться подальше от Ино. Также в 13 серии помог вылечить Ино.
- Браконьеры (англ. Poachers) — двое людей, которые занимались браконьерством. Они стали свидетелями существования динозавров и чуть не поймали Ино.

### Динозавры
- Ино (англ. Eno) — динозавр-подросток, высотой в 6-футов (1,8 м) теропод бледно-зелёного окраса с красными и желтыми полосами вдоль спины, имеет серый низ живота, у него перья на голове (наподобие человеческих волос) и на хвосте, желтые глазами, ноги, как у дромеозавра. На самом деле, Лорен подтверждает, что вид Ино превратилась из видов дромеозавра. Начиная с 8 серии, Ино стал иметь возможность говорить, но в основном он только может копировать и произносить слова наподобие попугая, но несмотря на его интеллект, он имеет грамматику четырёх-летнего ребёнка при разговоре. Ино, как известно, произносит звуки, похожие на то, что у птицы, и весьма чувствителен к высокочастотным звукам; они имеют тенденцию, чтобы напугать и прогнать его. Он также может зацепляться за деревья, но только для укрытия или побега. Возможно Ино всеядный, так как Ино был замечен поедающим хот-доги и листья.
- Диггеры (англ. The Diggers) — пара тупых двуногих гибрида пахицефалозавра и пинакозавра, но с небольшими руками, как у тираннозавра. Они насекомоядных. Они враги Ино, и они упорно преследуют его. Они также преследовали всех остальных героев, и кажется они являются антагонистами. Они могут сделать вещи и использовать инструменты. Из-за света они имеют слабость, и могут быть временно в отключке от очень ярких огней. Лорен назвала их Зелёный глаз (самец) и Серепта (самка).

## Серии
| # | Название                                                     | Режиссёр        | Сценарий                       | Дата выхода    |
| --- | ------------------------------------------------------------ | --------------- | ------------------------------ | -------------- |
| 1 | «'Появление динозавра (англ. Dawn of the Dinosaur)'»         | Дэвид Уиннинг   | Джефф Бидерман и Джефф Ф. Кинг | 24 марта 2007  |
| Развитый динозавр по имени Ино убегает из подземного мира, где последние оставшиеся динозавры укрываются от людей. В то время как Ино преследуемый двумя хищными динозаврами, называемых Диггеры, сталкивается с пятнадцатилетней Лорен Слейтон, которая работает вожатой в детском лагере с тематикой про динозавров со своими друзьями, которые, кажется, знают друг друга еще до начала серии. Лорен проходя по призрачному городу, услышала странные звуки и в ужасе убегает, оставляя свой медальон, который напоминает ей о пропавшем отце. |                                                              |                 |                                |                |
| 2 | «'Без каноэ (англ. Without a Paddle)'»                       | Дэвид Уиннинг   | Джефф Бидерман                 | 31 марта 2007  |
| Лорен и Кортни заблудились в лесу, когда они искали медальон Лорен, и их преследовали диггеры, пока Ино не стал бороться со смертельными динозаврами, тем самым спасая девочек. Крис и Кит прибыли на место, чтобы помочь им, и так же таинственный доктор Эйкенс начинает спрашивать насчет подозрительного звучания. |                                                              |                 |                                |                |
| 3 | «'Чудовища в лесах (англ. Monster in the Woods)'»            | Дэвид Уиннинг   | Пэт Коннолли                   | 7 апреля 2007  |
| Ино возвращает Лорен медальон отца, который потеряла в первой серии, при этот сам динозавр представился по имени "Ино", в виде вибрирующих звуков. Потом Ино услышав странные звуки, ему становится страшно и исчезает в лесу. Лорен преследуя Ино, сталкивается с Диггерами, которые враждебно относятся к Ино, и очень сильно боятся света. Между тем, Нельсон и Даниэль находят один из следов Ино и рассказали доктору Эйкинсу о находке. |                                                              |                 |                                |                |
| 4 | «'Обитатели леса (англ. Critters)'»                          | Дэвид Уиннинг   | Дэвид Ричард-Фокс              | 14 апреля 2007 |
| Лорен и Кит пошли, чтобы найти Ино, но изменили свои планы, когда медведь гризли начинает преследовать их. В то же время, Ино обнаруживает, что Диггеры создали своё логово в заброшенной угольной шахте. Ино убегает и возвращается к своему убежищу в призрачном городе, чтобы спасти Лорен и Кит от грозного гризли. Вернувшись в лагерь, Кортни и Крис столкнулись со скунсом. |                                                              |                 |                                |                |
| 5 | «'В западне (англ. Trapped)'»                                | Дин Беннетт     | Джефф Ф. Кинг                  | 21 апреля 2007 |
| Лорен надеется, что знахарь по имени Десять Медведей (дядя Кита) может рассказать о секрете исчезновения своего отца и прибытия динозавров. Но вместо того, чтобы предлагать помощь, Десять Медведей предупреждает их держаться подальше от динозавров, А тем временем, Ино попал в ловушку браконьеров. Лорен и Кит отвлекли браконьеров и освободили Ино, но к сожалению Ино теперь боится людей, и он убегает в лес. |                                                              |                 |                                |                |
| 6 | «'В лагерь пришли гости (англ. Camp Visitors)'»              | Дин Беннетт     | Джефф Бидерман                 | 28 апреля 2007 |
| Лорен пытается подружиться с Ино, подкармливая его хот-догами. Позже она узнает, что её отец написал Теорию «DinoSapien» о разумных динозаврах, таких как Ино и Диггеры. Между тем, Ино по-прежнему голоден и сталкивается с Кортни в лесу, у который миска полная сосисок. Даниэль и Нельсон посадили "жучка" на Кортни, и они подслушали имя "Ино". Дети с "тайным" паролем приходят к доктору Эйкенс, который становится заинтересован. |                                                              |                 |                                |                |
| 7 | «'В гостях хорошо, а дома лучше (англ. No Place Like Home)'» | Дин Беннетт     | Пэт Коннолли                   | 5 мая 2007     |
| Ино пытается пообщаться с Лорен, но она не может его понять. Тем временем в Десять Медведей находясь в Бедландсе, противостоит диггерам говоря на языке сиу. Вернувшись в лагерь, Нельсон чувствует тоску по дому, тем самым он дав Лорен понять, о чем Ино пытался ей сказать. |                                                              |                 |                                |                |
| 8 | «'Электричество (англ. Electricity)'»                        | Брендан Шеппард | Тереза Бопре                   | 12 мая 2007    |
| Ино обнаружил разрушительную силу молний, и он решает использовать силу молнии. Ино в поисках инструментов, приводит его в лагерь, где проходит шоу талантов. Почти обнаруженный доктором Эйкенсом, он укрывается. Лорен понимает, что она должна переправить его из лагеря, и при этом убеждает Кортни отвлечь всех. Благополучно вернувшись в лес, Ино использует сооруженный им изобретение, в которую бьют электрические молнии. Но не известно, для чего он все это построил.                                                                |                                                              |                 |                                |                |
| 9 | «'Охота на динозавра(англ. Dinohunt)'»                       | Брендан Шеппард | Джефф Ф. Кинг                  | 19 мая 2007    |
| В то время как все отправляются в поход, доктор Эйкенс устраивает охоту на Ино пистолетом с транквилизатором. Поездка идет плохо, и напряженность очень высока между вожатыми. Диггеры поймали запах доктора Эйкенса и увлеклись его оружием. Лорен отвлекает доктора Эйкенса, тем самым не дав ему стрельнуть в Ино. Также пистолет с транквилизатором теперь в руках диггеров. |                                                              |                 |                                |                |
| 10 | «'Подземный мир (англ. The Underworld)'»                     | Брендан Шеппард | Пэт Коннолли                   | 26 мая 2007    |
| Лорен узнает, что Ино знает имя её пропавшего отца, потом Диггеры похищают её и уводят в угольную шахту. После исчезновения Лорен, Кортни отвлекает Нельсона и Даниэль, а Кит и Ино отправляются к скрытому входу в угольной шахте. Кит и Ино находят Лорен, но попадают в ловушку Диггеров. Ино пытается бороться с Диггерами, но образовывается завал шахты, тем самым Ино застрял внутри шахты с Диггерами. |                                                              |                 |                                |                |
| 11 | «'Спасение (англ. Rescue)'»                                  | Брендан Шеппард | Пэт Коннолли                   | 2 июня 2007    |
| Во время поиска Ино в лесу, Лорен и Кит почти подверглись нападению диггеров. Они спасаются в последнюю минуту ярким светом, который временно отталкивает Диггеров, в результате чего Лорен и Кит, чтобы знать, кто их таинственный протектор. Между тем, доктор Эйкенс крадет у Даниэля и Нельсона зуб, так как он считает, что это доказательство того, что динозавры все еще живы. |                                                              |                 |                                |                |
| 12 | «'Маскарад (англ. The Masquerade)'»                          | Брендан Шеппард | Пэт Коннолли                   | 9 июня 2007    |
| Лорен решает рассказать маме о Ино, чтобы спасти его от попыток доктора Эйкенсса поймать. У Кортни есть своё собственное решение, чтобы отвлечь от любопытства детей. Кит отправляется за Ино в Бедландс, где он будет в безопасности, но Ино убегает к Лорен. Крис понимает, что Лорен говорила правду о динозаврах, когда он был захвачен Диггерами. |                                                              |                 |                                |                |
| 13 | «'Страж ворот (англ. The Gate Keeper)'»                      | Пэт Уильямс     | Тереза Бопре                   | 16 июня 2007   |
| Ино простудился из-за Кортни, а так как у него нет иммунитета, он в смертельной опасности. Лорен и Кит проходят по Бедландсу, и обнаружили Десять Медведей, он помогает им найти лекарство для Ино. Вернувшись в лагерь, Кортни попадает во время битвы едой, но она теряет журнал о динозаврах Лорен. Журнал Лорен в итоге попадает в опасные руки. |                                                              |                 |                                |                |
| 14 | «'Спасение Ино (англ. Saving Eno)'»                          | Пэт Уильямс     | Тереза Бопре                   | 23 июня 2007   |
| Доктор Эйкенс объединился с браконьерами в поимке Ино. Лорен и Кит прячут Ино и вызывают Криса и Кортни за помощью. Но Кортни и Крис по пути оказались в заложниках Диггеров. После долгой погони Ино от браконьеров, доктор Эйкенс успешно поймал Ино, выстрельнув в него дротиком со снотворным. Даниэль и Нельсон, скрывающиеся в задней части грузовика стали свидетелями того, как Эйкенс поймал Ино. |                                                              |                 |                                |                |
| 15 | «'Буревестник (англ. The Thunderbird)'»                      | Пэт Уильямс     | Тереза Бопре                   | 30 июня 2007   |
| Доктор Эйкенс хочет использовать Ино в качестве приманки, чтобы уничтожить динозавров, когда выйдут из своих пещер в Бедландсе. Лорен при помощи Нельсона и Даниэля, узнает, где пленен Ино. Не испугавшись, доктор Эйкенс продолжает пичкать динамиты в пещеру. Вскоре приходят удары молнии, предсказание Десяти Медведей о мифическом Буревестнике становится реальностью. |                                                              |                 |                                |                |